# Emilianów (gromada w powiecie kutnowskim)
Emilianów – dawna gromada, czyli najmniejsza jednostka podziału terytorialnego Polskiej Rzeczypospolitej Ludowej w latach 1954–1972.
Gromady, z gromadzkimi radami narodowymi (GRN) jako organami władzy najniższego stopnia na wsi, funkcjonowały od reformy reorganizującej administrację wiejską przeprowadzonej jesienią 1954 do momentu ich zniesienia z dniem 1 stycznia 1973, tym samym wypierając organizację gminną w latach 1954–1972.
Gromadę Emilianów siedzibą GRN w Emilianowie utworzono – jako jedną z 8759 gromad na obszarze Polski – w powiecie kutnowskim w woj. łódzkim, na mocy uchwały nr 30/54 WRN w Łodzi z dnia 4 października 1954. W skład jednostki weszły obszary dotychczasowych gromad Wewiórz, Dębowa Góra, Głuchów i Wola Kałkowa ze zniesionej gminy Plecka Dąbrowa w tymże powiecie. Dla gromady ustalono 12 członków gromadzkiej rady narodowej.
Gromadę zniesiono 31 grudnia 1959, a jej obszar włączono do gromad Plecka Dąbrowa (wieś i parcelę Tomczyce, wieś Głuchów, wieś Franciszków Stary, wieś i parcelę Dębowa Góra, wieś Sztmanowice, wieś Lasota, wieś Wewiórz, parcelę Emilianów i wieś Wolska Kolonia) i Załusin (wieś i parcelę Gosławice i wieś Wola Kałkowa).